# Ananas comosus
Ananas (lat. Ananas comosus) je biljka iz porodice Bromeliaceae. Potječe iz Južne Amerike. Koristi se za prehranu. Najveći izvoznici su Tajland, Filipini i Brazil.